# Schläfe

Linke Schläfenregion

Die Schläfe (lat. Tempus, Plural Tempora, Adj. temporal) ist ein nicht einheitlich definierter Bereich des seitlichen Kopfes. Namensgebend für den deutschen Begriff ist, dass seitlich Schlafende auf dieser Region liegen. Die Kopfregion wird in der Anatomie als Regio temporalis bezeichnet.

## Anatomie
Die in der Anatomie definierte Schläfenregion (Regio temporalis) ist der Bereich des Kopfes, der der Schuppe des Schläfenbeins (Pars squamosa ossis temporalis) zuzuordnen ist und weicht damit von der landläufigen Vorstellung von „Schläfe“, so wie sie auch in der Abbildung dargestellt wird, ab. Sie ist anatomisch identisch mit der Schläfengrube (Fossa temporalis), in der einer der Kaumuskeln, der Schläfenmuskel (Musculus temporalis), liegt. Neben dem Schläfenbein ist auch der große Flügel des Keilbeins (Os sphenoidale), das Scheitelbein (Os parietale) und das Stirnbein (Os frontale) als knöcherne Grundlage beteiligt. Nach unten geht die Schläfe in die Unterschläfengrube (Fossa infratemporalis) über. Den Vorderrand der Schläfengrube  bilden der Jochbeinfortsatz des Stirnbeins und der Stirnbeinfortsatz des Scheitelbeins. Den oberen Rand stellt die obere Schläfenlinie des Scheitelbeins (Linea temporalis superior), an der auch die Schläfenfaszie befestigt ist, welche die Schläfengrube seitlich abgrenzt.
Die sensible Innervation der Schläfenregion erfolgt durch den Nervus auriculotemporalis und den Nervus zygomaticus (Ramus zygomaticotemporalis). Der Schläfenmuskel wird von den Nervi temporales profundi (des Nervus mandibularis) innerviert.
Die Blutversorgung der oberflächlichen Schläfengebiete erfolgt durch die Arteria temporalis superficialis, einem Ast der Arteria carotis externa. Die tiefen Strukturen werden über die Arteriae temporales profundae versorgt, die aus der Arteria maxillaris entspringen.

## Graue Schläfen
Der Ausdruck „graue Schläfen“ bezeichnet lediglich die Haarfarbe an dieser Stelle des Kopfes, die sich hier beim Mann mit dem Alter zuerst zu verändern beginnt. Dies wird mit einer gewissen Lebenserfahrung, Besonnenheit und Sicherheit assoziiert.

## Klinische Aspekte
Die feste Schläfenfaszie ist dafür verantwortlich, dass sich Vereiterungen im Bereich der Schläfengrube immer in Richtung Fossa infratemporalis ausbreiten und dann am Vorderrand des Musculus masseter in die Unterhaut gelangen. Zudem verhindert die Faszie, dass Vereiterungen im Bereich der Kopfschwarte in die Schläfengrube eindringen.